# ريتشارد شيف
ريتشارد شيف (بالإنجليزية: Richard Schiff)‏ مواليد 27 مايو 1955 في ماريلاند، الولايات المتحدة، هو ممثل أمريكي بدأ مسيرته الفنية عام 1983. حاز علي جائزةجائزة إيمي عن مسلسل الجناح الغربي عام 1999.

## الأعمال
- 2017 : الطبيب الجيد

## روابط خارجية
- ريتشارد شيف على موقع IMDb (الإنجليزية)
- ريتشارد شيف على موقع قاعدة بيانات الأفلام العربية
- ريتشارد شيف على موقع ألو سيني (الفرنسية)
- ريتشارد شيف على موقع تيرنر كلاسيك موفيز (الإنجليزية)
- ريتشارد شيف على موقع أول موفي (الإنجليزية)
- ريتشارد شيف على موقع قاعدة بيانات برودواي على الإنترنت (الإنجليزية)
- ريتشارد شيف على موقع قاعدة بيانات الأفلام السويدية (السويدية)
- ريتشارد شيف على موقع إن إن دي بي (الإنجليزية)
- ريتشارد شيف على موقع قاعدة بيانات الفيلم (الإنجليزية)
- ريتشارد شيف على موقع كينوبويسك (الروسية)